# Adialytus salicaphis
Adialytus salicaphis är en stekelart som först beskrevs av Fitch 1855.  Adialytus salicaphis ingår i släktet Adialytus och familjen bracksteklar. Arten är reproducerande i Sverige. Inga underarter finns listade i Catalogue of Life.